# Марцеллин (папа римский)
Марцелли́н или Маркеллин (лат. Marcellinus; ? — 25 октября 304) — епископ Рима с 30 июня 296 года по 25 октября 304 года.

## Биография
По Liber Pontificalis, Марцеллин или Священномученик Маркеллин (согласно православному календарю) был римлянином, сыном некоего Проекта.
Понтификат Марцеллина начался в то время, когда Диоклетиан был римским императором, но ещё не начал преследовать христиан. Он в этот период спокойно относился к христианству, и число прихожан выросло. Цезарь Галерий возглавил языческое движение против христианства и в 302 году убедил Диоклетиана начать гонения. Первые христианские солдаты были вынуждены покинуть армию, затем имущество Церкви было конфисковано, христианские книги уничтожены. После двух пожаров во дворце Диоклетиана он принял более жесткие меры против христиан: они должны были отречься от веры или умереть.
Марцеллин не упоминается в Hieronymianum Martyrologium, Depositio Episcoporum или в Martyrum Depositio. Liber Pontificalis, опираясь на «Деяния св. Марцеллина», текст которого утерян, рассказывает, что во время преследований Диоклетиана Марцеллин отрёкся от веры и вознес жертву языческим богам, но вскоре раскаялся и был казнён. Другие документы говорят о его бегстве. В начале V века Петилиан, донатистский епископ Константины, говорит, что Марцеллин и его священники отказались от священных книг во время гонений и возносили жертвы ложным богам. Блаженный Августин отрицал эти данные. После смерти, якобы, явился св. Марцеллу с просьбой о погребении. Согласно Liber Pontificalis, Марцеллин был похоронен 26 апреля 304 года на кладбище Присциллы, на Соляной дороге, через 25 дней после своей мученической кончины. При этом факт мученичества точно не установлен.
Марцеллин был упомянут в «Главном римском календаре» его праздник отмечается совместно со Святым Клетом 26 апреля. Из-за неопределенности в отношении обоих, этот совместный праздник был удален из календаря в 1969 году.

## Интересные факты
Во время понтификата Марцеллина Армения стала первым христианским государством в 301 при правлении Трдата III.